# 114-та окрема бригада територіальної оборони (Україна)
114-та окрема бригада територіальної оборони (114 ОБрТрО) — кадроване формування Сил територіальної оборони Збройних сил України у Київській області. Бригада перебуває у складі Регіонального управління «Північ» Сил ТрО.

## Історія
У вересні 2018 року на Васильківщині, Київської області відбулися навчання батальйону, 114-ї бригади територіальної оборони.
20 липня 2019 року проведено навчальні збори з резервістами та військовозобов'язаними батальйону ТрО та військовослужбовцями Броварського ОМВК з виконання вправ початкових стрільб в ході проведення «Єдиного стрілецького дня».
29 серпня 2022 року Головнокомандувач Збройних сил України генерал Валерій Залужний вручив командиру бригади бойовий прапор.

## Структура
- Управління(штаб) 114-ї ОБрТрО
- 2-й батальйон[3]
- 132-й окремий батальйон територіальної оборони (м. Біла Церква)
- 133-й окремий батальйон територіальної оборони (м. Буча)[4]
- 134-й окремий батальйон територіальної оборони (м. Вишгород)[1]
- 135-й окремий батальйон територіальної оборони (м. Обухів)[5]
- 136-й окремий батальйон територіальної оборони (м. Бровари)
- 137-й окремий батальйон територіальної оборони (с. Гайшин Бориспільський р-н)[6]
- 208-й окремий батальйон територіальної оборони (м. Фастів)[7]
- 240-й окремий батальйон територіальної оборони (м. Київ)
  - Добровольча ротно-тактична група «Ірпінь»
- рота матеріально-технічного забезпечення
- інженерна рота
- вузол зв'язку
- зенітний взвод
- мінометна батарея
- розвідувальна рота
- зенітно кулеметна батарея

## Командування
- (2018—2023) полковник О. М. Коваль[8]
- (2023—2024) полковник Олексій Коновал
- (2024—2025) полковник Сергій Онушко

## Відомі бійці у лавах бригади
- Женя Галич — вокаліст гурту O.Torvald. Лейтенант, у лавах 135-го батальйону.

## Втрати

### 2022
- 4 березня 2022 - Казімір Олексій, 20 років. Загинув на Житомирській трасі між селами Мила та Дмитрівка Київської області. Коли разом із побратимами їхав на бойове завдання, потрапив під ворожий танковий обстріл. Усі загинули[9].
- 27 вересня 2022 -  Шупрудько Олександр ("Залізняк"), 32 роки. Помер у шпиталі, так і не вийшовши з коми після важкого поранення. За декілька днів до цього, потрапив під ворожий обстріл, виконуючи бойове завдання в районі міста Бахмут на Донеччині[9].

### 2023
- 5 травня 2023 — Браніш Сергій («Булат»). 37 років, Харківська область. Загинув в бою за місто Бахмут на Донеччині.[10]
- 7 травня 2023 - Пономаренко Валерій ("Аптекар"), 33 роки, молодший сержант. Загинув під час бою за місто Бахмут на Донеччині. Внаслідок ворожого артилерійського обстрілу отримав смертельні травми[9].
- 14 травня 2023 — Ніколас Маймер. Загинув в Бахмуті внаслідок артилерійського обстрілу.[11]
- 29 вересня 2023; молодший сержант Остапенко Олександр Миколайович
- 15 жовтня 2023 — Коваленко Олександр Олексійович. 28 липня 1982, м. Фастів. Загинув під час виконання бойового завдання біля селища Хромове, що на Донеччині під ворожим артилерійським вогнем [12].
- 15 жовтня 2023 - Дармостук Віктор ("Дед"), 56 років. Загинув  року під час виконання бойового завдання біля селища Хромове, що на Донеччині. Життя воїна обірвав ворожий артилерійський обстріл[9].
- грудень 2023 — Ельчин Мурадов («Фізрук»). 136-й батальйон.[13][14]
- 18 грудня 2023 — Басистюк Дмитро Вікторович, сержант.
- 22 грудня 2023 - Процюк Євгеній ("Історик"), 47 років, старший лейтенант. Загинув поблизу села Кліщіївка на Донеччині. Він дістав смертельні поранення внаслідок мінометного обстрілу, коли виносив на руках пораненого товариша з поля бою[9].

### 2024
- 13 січня 2024 — Бахмацький Костянтин Миколайович («Директор»). Загинув під Бахмутом Донецької області, 135-й окремий батальйон територіальної оборони.[15]
- 24 січня 2024 — Галстян Артур Едуардович («Тренер»). Загинув під час виконання бойового завдання поблизу населеного пункту Кліщіївка Бахмутського району Донецької області. 135-й окремий батальйон територіальної оборони.[16]
- 12 березня 2024 - Грачков Кирил "Грач", 15.10.1999 року народження,  під час ракетно-артилерійського обстрілу ворога, н.п.Кліщіївка, Донецька область.
- 20 березня 2024 - Мацапура Євген Іванович, кулеметник стрілецького відділення. Загинув поблизу населеного пункту Білогорівка, Сєвєродонецького  району, Луганської області[17].
- 7 квітня 2024 — Чигрин Микола , командир саперно-інженерного відділення. Загинув в районі населеного пункту Калинівка Бахмутського району Донецької області.[18]
- 13 травня 2024 — Железко Євген Вікторович («Круглий»). 134-й окремий батальйон територіальної оборони.[19]
- 5 червня 2024 — Ленок Микола. Артист «Дикого театру». Загинув біля міста Часів Яр.[20][21]
- 24 липня 2024 — Лавриненко Дмитро ("АЛЬФ"), 208-й окремий батальйон територіальної оборони, сапер, загинув Харківська область, Куп'янський р-н.
- 26 липня 2024 - Савка Іван Іванович, лейтенант
- 15 серпня 2024 - Стасюк Руслан ("Санич"), лейтенант, т.в.о. командира стрілецької роти. Загинув під час виконання бойового завдання поблизу н.п. Невське Сватівського району Луганської області.